# Ariego de Arriba
Ariego de Arriba es una localidad de España perteneciente al municipio de Riello, en la comarca de Omaña, provincia de León, comunidad autónoma de Castilla y León. Antiguamente pertenecía al concejo de Villamor de Riello.
El pueblo se encuentra en una zona alta amesetada, a una altitud de 1100 m. El río Ariegos discurre por su término antes de confluir con el Ceide para formar el arroyo de Velilla, afluente del Omaña. La población más cercana es Ariegos de Abajo, a 1 km al este. También se encuentra cerca de Pandorado, en el término de La Omañuela. Se accede a la población desde la carretera de León a Caboalles LE-493, tomando la CV-128-8 en Riello.
Según los datos de Miñano, en el siglo XVIII la población contaba con 30 habitantes. El diccionario geográfico-estadístico-histórico de España y sus posesiones de Ultramar de Madoz, arroja el mismo número de pobladores en el siglo XIX. La población alcanzó un máximo de habitantes a principios del siglo XX, con 66 vecinos según Mourille. Durante el siglo XX se despobló, como el resto de la comarca de Omaña, como consecuencia de la emigración  al extranjero y otras partes de España. En el año 2000 la población fija era de 20 habitantes. En 2015 se contabilizaron 15.